# Marcel Rieder

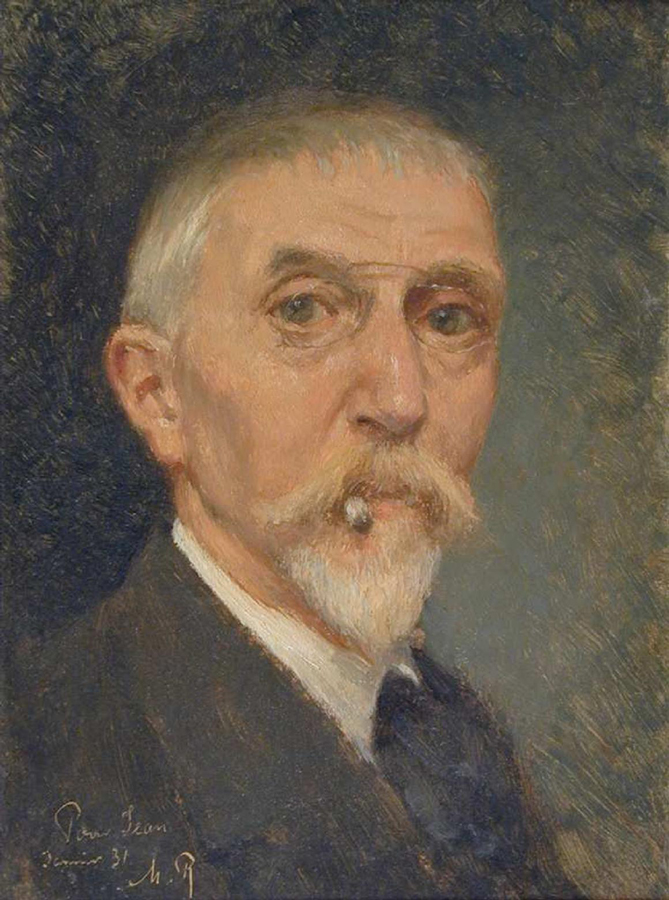
Marcel Rieder, Selbstporträt, 1931

Marcel Rieder (* 19. März 1862 in Thann; † 30. März 1942 in Villiers-sous-Grez) war ein französischer Maler.
Rieder stammte aus einer angesehenen elsässischen Familie – sein Großvater Jean Jacques Rieder (1778–1852) war Pastor in Straßburg. Marcel Rieder studierte an der Ecole des Beaux-Arts in Paris. Er wurde 1894 Mitglied der Société des Artistes Français und stellte bis 1939 jährlich in deren "Salon" aus.
Rieders Malweise blieb zeitlebens realistisch, sein Stil war zunächst symbolistisch geprägt, etwa sein Bild "Dante beweint Beatrice" (Musée de Mulhouse). Bekannt wurde Rieder in der Folge für seine sparsam beleuchteten intimen Interieurs. Als Mitglied der Pariser Bach-Gesellschaft traf Rieder Albert Schweitzer. Sein Porträt des Arztes wird in dem Schweitzer gewidmeten Museum gezeigt.
Den größten Teil seines Lebens verbrachte Rieder in Paris, 1927 zog er sich aber nach Busseu bei Fontainebleau zurück. In der späten Lebensphase, mit nachlassendem Augenlicht und zittrig werdender Hand, ging Rieder zu einem "impressionistischen" Malstil über.

## Galerie

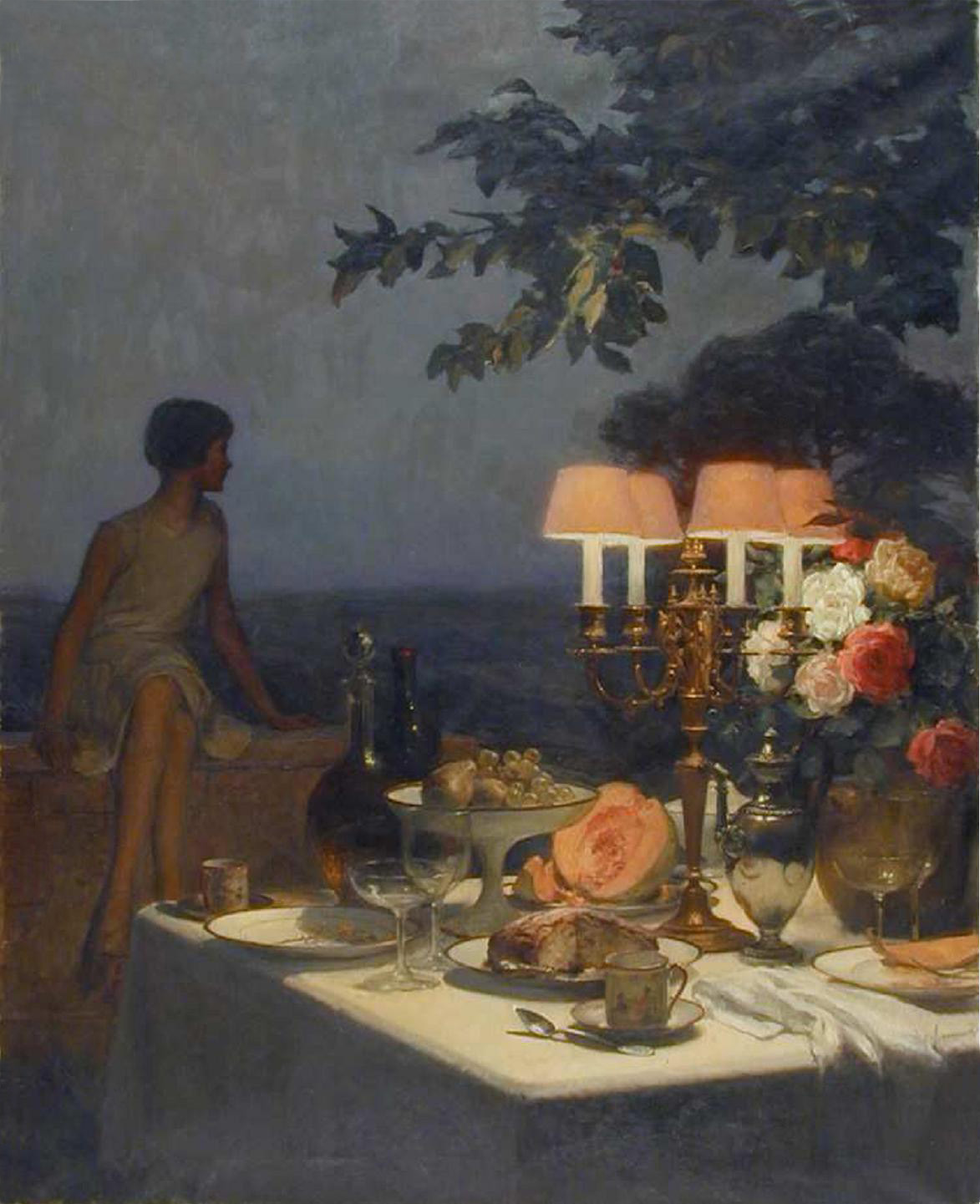
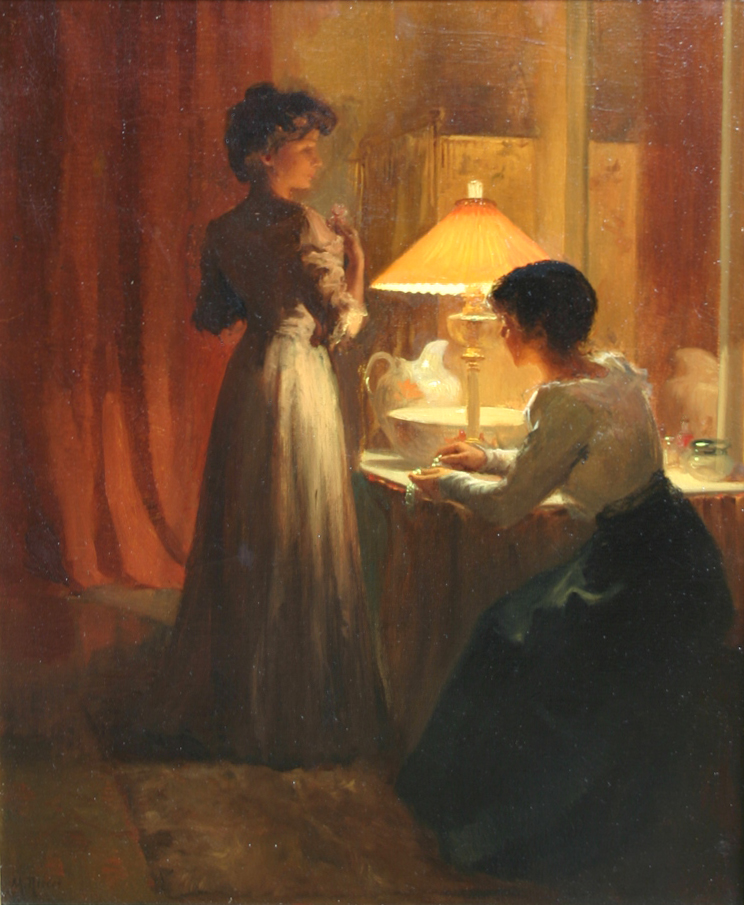
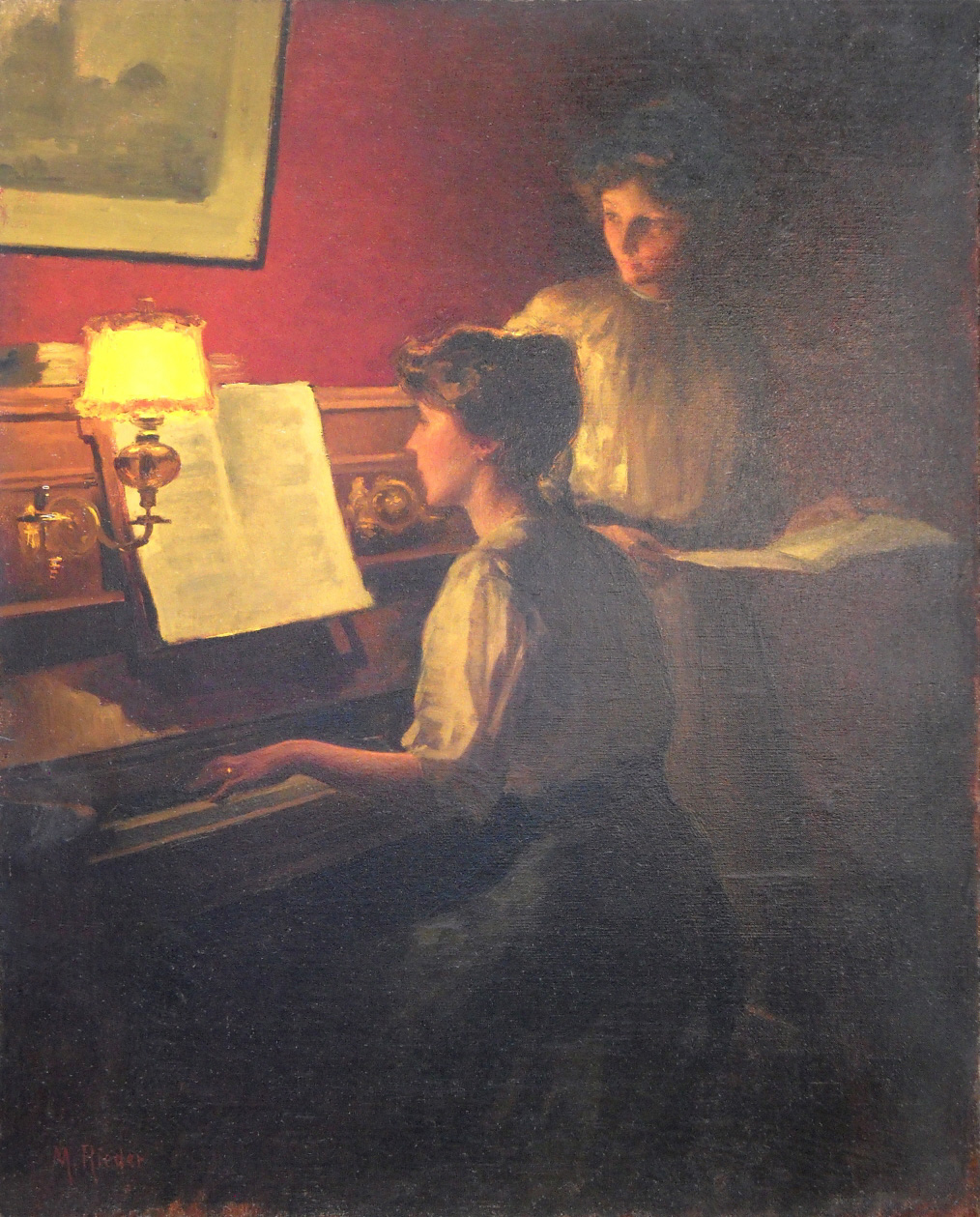
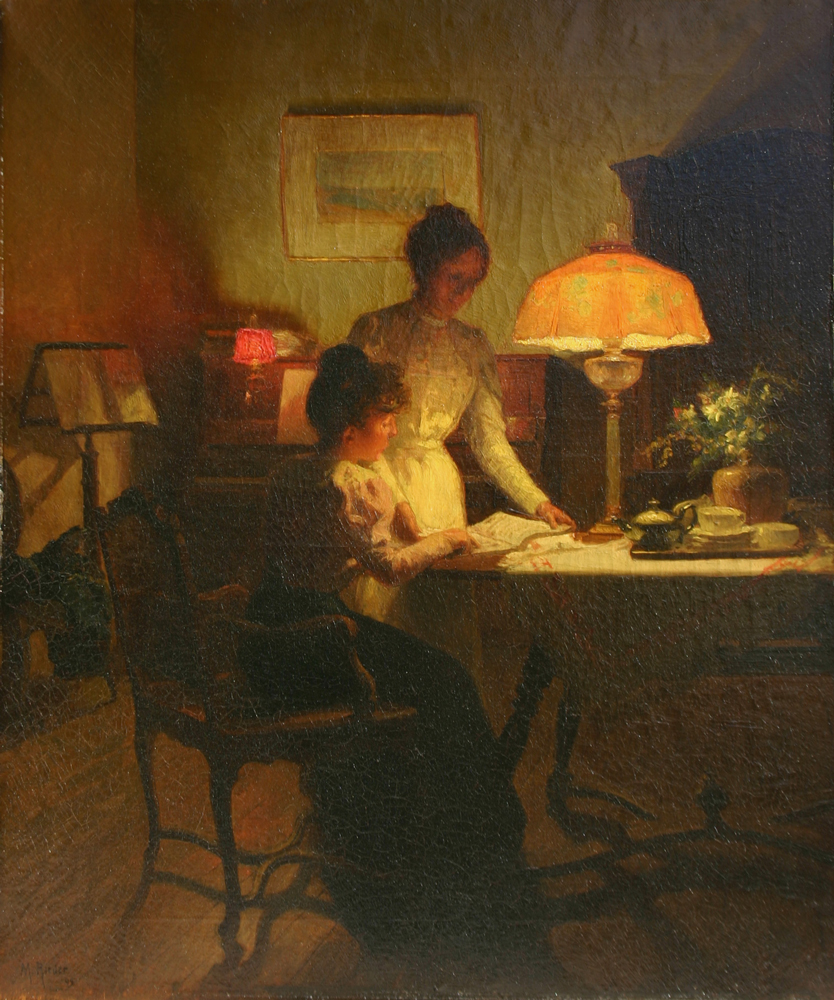